# Riu Segadell
El Riu Segadell és un riu dels termes municipals de Pardines i Ribes de Freser, a la comarca catalana del Ripollès.
Constitueix l'eix vertebrador de la Vall del Segadell. Es forma en el terme de Pardines, entre la Collada Verda i els Plans de Pòrtoles, i en uns 8 quilòmetres de recorregut va a desembocar en el Freser a Ribes de Freser.
Afluents per l'esquerra del Riu Segadell:
- Clot de Pòrtoles, prové del Coll de Pal i La Pedra dels Tres Bisbats (1.899 m)
- Torrent de Burgil, prové del Puig de Coma d'Olla (1.937 m)
- Torrent de Vilaró, prové del Turó de la Portella d'Ogassa (1.902 m)
- Torrent de Bancerola, prové del Taga (2.040 m)
- Torrent del Bosc Fosc, prové del Taga (2.040 m), tots ells en el terme de Pardines
- Torrent de Conivella, en el terme de Ribes de Freser.

Afluents per la dreta del Riu Segadell:
- Clot Fondo, prové de les Mines de la Collada Verda
- Torrent de la Boixatera o de Donapà, prové de la Serra de Mont-roig
- Clot de la Mosquetosa, prové del Puig de Mont-roig i les Collades de Meianell
- Torrent del Vell Infern/Rec dels Clotells, prové del Pla de la Caritat
- Torrent de la Pietat, prové del Puig Cerverís (2.206,8 m)
- Torrent de Reguedell/Clot de Can Nofre, prové del Puig Cerverís (2.206,8 m), en el terme de Pardines
- Torrent de les Llongues, prové del Puig Cornador (1.793 m) i el Pla de les Basses de Dalt
- Torrent de Ribesaltes (o de Picons)/Torrent de la Bassa, prové del Pla de les Basses de Baix en el terme de Ribes de Freser

Resten per anomenar de l'ordre de 2 torrents sobre els quals no hem sabut trobar fins ara la toponímia:
- El torrent que baixa del Pla de les Aranyes.
- El torrent que baixa pel Pla de la Garganta i Església Vella i Horts de Joanet.